# Soyurghal
Soyurghal (del mongol 'favor', plural soyugharlat) era allò que els sobirans mongols (i els seus successors timúrides) concedien a algú com a recompensa, sovint a títol hereditari. Amb el temps va designar les diferents donacions que abans eren anomenades ikta, si bé el soyhurgal era una donació personal i la ikta es podia donar a una tribu o grup. No és clar si tots els soyugharlat dels momngols i timúrides foren concessions de territoris i hi havia donacions d'altres tipus. En general sota els timúrides sembla que s'aplicava a la concessió del govern d'una província. El soyurghal va subsistir sota els kara koyunlu, ak koyunlu i safàvides però havia passat a ser una concessió de per exemple exempció d'impostos.